# 中村種之助 (初代)
中村 種之助（なかむら たねのすけ、1993年（平成5年）2月22日）は、俳優、歌舞伎役者。屋号は播磨屋。定紋は揚羽蝶。本名・小川暁久（おがわ　あきひさ）。暁星小学校を経て、東京成徳大学中学校・高等学校を卒業。身長163cm。

## 来歴
- 1993年（平成5年）2月22日、三代目中村歌昇（現・三代目中村又五郎）の次男として東京に生まれる。兄に四代目 中村歌昇。
- 1998年（平成10年）10月、国立劇場『佐倉義民伝』徳松で初お目見え。
- 1999年（平成11年）2月、歌舞伎座『盛綱陣屋』小三郎で「初代中村種之助」を名乗り、初舞台。
- 2000年（平成12年）11月、歌舞伎座『お祭り』小頭梅吉。
- 2001年（平成13年）1月、国立劇場『奥州安達原』千代童。
- 2001年（平成13年）2月、歌舞伎座『め組の喧嘩』又八。
- 2002年（平成14年）2月、歌舞伎座『寺子屋』菅秀才。
- 2003年（平成15年）11月、歌舞伎座『盛綱陣屋』小四郎。
- 2010年（平成22年）1月、歌舞伎座『春の寿』徒者　『京鹿子娘道成寺』所化。
- 2010年（平成22年）10月、国立劇場『将軍江戸を去る』土肥庄次郎／三之助。
- 2015年（平成27年）1月　浅草公会堂『猩々（しょうじょう）』の猩々ほかで名題昇進。
- 2023年（令和5年）4月、明治座『絵本合法衢』お亀／『義経千本桜』逸見藤太。
- 同年10月、重要無形文化財（総合認定／第十六次）に認定され伝統歌舞伎保存会会員となる[5][6]。

## 受賞歴
- 国立劇場特別賞[注 4]
  - 1998年（平成10年）10月『佐倉義民伝』の宗吾次男徳松
  - 2001年（平成13年）1月『奥州安達原』の千代童
- 国立劇場奨励賞
  - 2015年（平成27年）11月『神霊矢口渡』の下男六蔵
  - 2019年（平成元年）11月『孤高勇士嬢景清』の日向嶋の里人実ハ天野四郎
- 国立劇場優秀賞
  - 2008年（平成20年）11月『平家女護島　俊寛』の菊王丸